# I Robot
| Recensione | Giudizio       |
| ---------- | -------------- |
| Ondarock   | Pietra miliare |

I Robot è il secondo album in studio del gruppo progressive rock britannico The Alan Parsons Project, fondato da Alan Parsons ed Eric Woolfson, pubblicato nel 1977 dalla Arista Records.

## Descrizione
Dopo il successo inaspettato riscosso con il loro primo album Tales of Mystery and Imagination Edgar Allan Poe del 1976, Parsons e Woolfson firmano un ricco contratto con l'Arista Records, e dal dicembre del 1976 al marzo del 1977 registrano, presso gli studi Abbey Road a Londra, per il nuovo album che intitolano I Robot.
Inizialmente Parsons e Woolfson proposero all'Arista di pubblicare Tales of Mystery II, ma l'etichetta rifiutò l'idea non volendo avere in catalogo i diritti solo della seconda parte di un'opera, essendo Tales di un'altra etichetta, pertanto si puntò ad un album non collegato al precedente.
Come session man per i musicisti vengono confermati Ian Bairnson alle chitarre, David Paton al basso, Stuart Tosh alla batteria, John Leach al cimbalom e kantele e Andrew Powell all'arrangiamento e direzione dell'orchestra. Come new entry vi sono Duncun Mackay alle tastiere e sintetizzatori, John Wallace alla tromba e B.J. Cole alla pedal steel guitar. Per i cantanti vi sono gli esordi di Lenny Zakatek, che proseguirà ininterrottamente a collaborare con il Project fino a Vulture Culture del 1985 per poi chiudere con Gaudi del 1987, Dave Townsend, Peter Straker, Steve Harley, Jaki Whitren, Allan Clarke ed il soprano Hilary Western. Tra le voci dell'album precedente viene confermato solo Jack Harris.

### Concept
L'album viene strutturano come un concept avente quale tema dominante i robot. Originariamente il concept doveva riferirsi alla classica storia di Isaac Asimov Io, Robot, Woolfson aveva incontrato Asimov per esporgli il progetto e questi ne era rimasto entusiasta, ma poiché aveva venduto i diritti alcuni anni prima ad una TV per la realizzazione di un film, il titolo dell'album venne leggermente modificato, eliminando la virgola, e il tema e i testi vengono realizzati per essere più genericamente riferiti ai robot, piuttosto che specifici per l'universo di Asimov. Pertanto il concept finale rappresenta in generale il tema dell'intelligenza umana contro l'intelligenza artificiale.
(Dal booklet dell'album I Robot, 1977)

### Pubblicazione e vendite
L'album viene pubblicato nel giugno del 1977, in contemporanea all'uscita del film di George Lucas Star Wars e pochi mesi prima di Incontri ravvicinati del terzo tipo di Steven Spielberg, raccoglie quindi un immediato successo raggiungendo subito la nona posizione nelle classifiche USA ed aggiudicandosi il disco di platino per aver superato il milione di copie vendute. L'album entra nelle top ten di numerose nazioni toccando il picco del secondo posto in Germania, Spagna e Nuova Zelanda. Il successo sarà tale che in diverse nazioni all'uscita dell'album successivo Pyramid, nel maggio del 1978, I Robot sarà ancora in classifica, come in Germania, dove rimane per 102 settimane. Sulla scia del successo viene realizzato anche il primo videoclip del Project per il brano I Wouldn't Want to Be Like You. 

### Strumenti
Parsons e Woolfson utilizzano in I Robot molti dei rari strumenti elettronici e ausili tecnici disponibili nella metà degli anni 70. Tra questi vi sono il sintetizzatore Yamaha CS-80, un organo elettronico portatile ed il sequenziatore Synthi A, che Parsons aveva utilizzato anche nelle fasi di registrazione di The Dark Side of the Moon dei Pink Floyd. Inoltre sia Parsons che Woolfson utilizzano il campionatore analogico chiamato Projectron, ideato da Parsons e Roger Waters e costruito da Keith O. Johnson. Il Projectron aveva una tastiera e suonava su nastro multi-traccia, assomigliava a un Mellotron ma con una migliore qualità del suono. Molto utilizzato l'accompagnamento orchestrale, insolito per il progressive rock dell'epoca, presente in sei brani.

### Stile musicale
Lo stile musicale dell'album è fortemente dominato dal progressive rock con influenze dalla musica soul, funk e disco, soprattutto in brani come "I Robot", "I Wouldn't Want To Be Like You" e "The Voice", mescolato con alcune influenze elettroniche e synth pop. La combinazione di tecniche di editing avanzate e l'utilizzo dei sintetizzatori di ultima generazione, abbinati alla professionalità ed inventiva di Parsons riescono a sfociare in un album che dai critici viene considerato il migliore del The Alan Parsons Project. In particolare il suono dell'album, levigato all'estremo dal perfezionismo di Alan Parsons, fa sì che I Robot abbia un registro acustico impeccabile, seguito da una qualità musicale sorprendente. A distanza di più di 40 anni, il suono ineguagliabile della strumentale di apertura dell'album dimostra che certe opere musicali possono essere immuni al passare del tempo, I Robot infatti potrebbe benissimo passare per un album registrato nel XXI secolo. Sicuramente l'obiettivo, raggiunto, del The Alan Parsons Project era proprio quello di resistere alle mode e al passare del tempo.
La prima versione in CD di I Robot è uscita nel 1984.

## Copertina e grafica
La veste grafica dell'album viene affidata, per il secondo album consecutivo, all'agenzia di graphic design britannica Hipgnosis di Storm Thorgerson. In copertina vi è un robot, che come cervello ha un atomo disegnato, con sullo sfondo una serie di scale mobili, dell'Aeroporto di Parigi Charles de Gaulle, a rappresentare la semplificazione delle abitudini di vita apportate dal supporto robotico agli umani e che può rappresentare anche una limitazione alla libertà degli umani stessi, infatti le scale mobili rappresentate sono di quelle a tubo.

## Tracce
I Robot - Album originale (1977)
Testi e musiche di Eric Woolfson e Alan Parsons eccetto Total Eclipse , musica di Andrew Powell; edizioni musicali Arista Records.
1. I Robot (Strumentale) – 6:02 – Voce soprano: Hilary Western • Projectron e Synthi-A programmazione del sequenziatore: Alan Parsons • Clavinet: Eric Woolfson • Sintetizzatore Yamaha CS10: Duncan Mackay • Chitarra: Ian Bairnson • Basso: David Paton • Batteria: Stuart Tosh • Cimbalom e kantele: John Leach • The English Chorale: diretto da Bob Howes • Coro: arrangiato e diretto da Andrew Powell
2. I Wouldn't Want To Be Like You – 3:22 – Voce: Lenny Zakatek • Fender Rhodes e pianoforte elettrico Wurlitzer: Eric Woolfson • Chitarre: Ian Bairnson • Basso: David Paton • Batteria: Stuart Tosh
Peter Straker nel 2016. Session-man per il Project solamente in I Robot, dove canta il brano Some Other Time in coppia con Jaki Whitren.
3. Some Other Time – 4:06 – Voci: Peter Straker e Jaki Whitren • Pianoforte e clavinet: Eric Woolfson • Projectron: Alan Parsons • Chitarra elettrica e acustica: Ian Bairnson • Basso e chitarra acustica: David Paton • Batteria: Stuart Tosh • Cimbalom e kantele: John Leach • Cori: Tony Rivers, John Perry e Stuart Calver • Orchestra: Arrangiata e diretta da Andrew Powell
Allan Clarke nel 1974. Session-man per il Project solamente in I Robot, dove canta il brano Breakdown.
4. Breakdown – 3:50 – Voce: Allan Clarke • Pianoforte elettrico Wurlitzer: Eric Woolfson • Projectron e chitarra acustica: Alan Parsons • Chitarra elettrica e acustica: Ian Bairnson • Basso: David Paton • Batteria: Stuart Tosh • Sintetizzatore: Duncan Mackay • The New Philharmonia Chorus: diretto da Bob Howes • Orchestra e coro: Arrangiati e diretti da Andrew Powell
5. Don’t Let It Show – 4:24 – Voce: Dave Townsend • Organo e pianoforte: Eric Woolfson • Piccola tromba: John Wallace • Chitarra: Ian Bairnson • Basso: David Paton • Batteria e percussioni: Stuart Tosh • Orchestra: Arrangiata e diretta da Andrew Powell
Steve Harley nel 2004. Session-man per il Project solamente in I Robot, dove canta il brano The Voice.
6. The Voice – 5:24 – Voce: Steve Harley • Projectron e voce al vocoder: Alan Parsons • Pianoforte elettrico Wurlitzer: Eric Woolfson • Chitarra: Ian Bairnson • Basso: David Paton • Batteria e percussioni: Stuart Tosh • Orchestra: Arrangiata e diretta da Andrew Powell
7. Nucleus (Strumentale) – 3:31 – Loop ai nastri, projectron ed effetti: Alan Parsons • Tastiere: Eric Woolfson e Duncan Mackay • Chitarra: Ian Bairnson • Basso: David Paton • Batteria e gong d'acqua: Stuart Tosh • Cimbalom e kantele: John Leach • The English Chorale: Diretto da Bob Howes
Il chitarrista B.J.Cole. Alan Parsons lo convoca come session-man per suonare la Pedal Steel Guitar nel brano Day After Day.
8. Day After Day (The Show Must Go On) – 3:49 – Voce e cori: Jack Harris • Synthi-A programmazione del sequenziatore e cori: Alan Parsons • Pianoforte Jangle e cori: Eric Woolfson • Organo Hammond: Andrew Powell • Pedal Steel Guitar: B. J. Cole • Chitarra e cori: Ian Bairnson • Basso e cori: David Paton • Batteria: Stuart Tosh
9. Total Eclipse (Strumentale) – 3:09 – The English Chorale: diretto da Bob Howes • Orchestra: Arrangiata e diretta da Andrew Powell
10. Genesis Ch.1. V.32 (Strumentale) – 3:28 – Tastiere: Eric Woolfson e Duncan Mackay • Chitarra elettrica e acustica: Ian Bairnson • Basso e chitarra acustica: David Paton • Batteria: Stuart Tosh • Cori: Tony Rivers, John Perry e Stuart Calver • The New Philharmonia Chorus: diretto da Bob Howes • Orchestra e coro: Arrangiati e diretti da Andrew Powell

Durata totale: 41:05
I Robot - 30º Anniversary, Extended Edition (2007)
Testi e musiche di Eric Woolfson e Alan Parsons; edizioni musicali Sony BMG, Legacy, Arista Records.
1. I Robot (Strumentale) – 6:02 – Voce soprano: Hilary Western • Projectron e Synthi-A programmazione del sequenziatore: Alan Parsons • Clavinet: Eric Woolfson • Sintetizzatore Yamaha CS10: Duncan Mackay • Chitarra: Ian Bairnson • Basso: David Paton • Batteria: Stuart Tosh • Cimbalom e kantele: John Leach • The English Chorale: diretto da Bob Howes • Coro: arrangiato e diretto da Andrew Powell
2. I Wouldn't Want To Be Like You – 3:22 – Voce: Lenny Zakatek • Fender Rhodes e pianoforte elettrico Wurlitzer: Eric Woolfson • Chitarre: Ian Bairnson • Basso: David Paton • Batteria: Stuart Tosh
3. Some Other Time – 4:06 – Voci: Peter Straker e Jaki Whitren • Pianoforte e clavinet: Eric Woolfson • Projectron: Alan Parsons • Chitarra elettrica e acustica: Ian Bairnson • Basso e chitarra acustica: David Paton • Batteria: Stuart Tosh • Cimbalom e kantele: John Leach • Cori: Tony Rivers, John Perry e Stuart Calver • Orchestra: Arrangiata e diretta da Andrew Powell
4. Breakdown – 3:52 – Voce: Allan Clarke • Pianoforte elettrico Wurlitzer: Eric Woolfson • Projectron e chitarra acustica: Alan Parsons • Chitarra elettrica e acustica: Ian Bairnson • Basso: David Paton • Batteria: Stuart Tosh • Sintetizzatore: Duncan Mackay • The New Philarmonia Chorus: diretto da Bob Howes • Orchestra e coro: Arrangiati e diretti da Andrew Powell
5. Don’t Let It Show – 4:24 – Voce: Dave Townsend • Organo e pianoforte: Eric Woolfson • Piccola tromba: John Wallace • Chitarra: Ian Bairnson • Basso: David Paton • Batteria e percussioni: Stuart Tosh • Orchestra: Arrangiata e diretta da Andrew Powell
6. The Voice – 5:23 – Voce: Steve Harley • Projectron e voce al vocoder: Alan Parsons • Pianoforte elettrico Wurlitzer: Eric Woolfson • Chitarra: Ian Bairnson • Basso: David Paton • Batteria e percussioni: Stuart Tosh • Orchestra: Arrangiata e diretta da Andrew Powell
7. Nucleus (Strumentale) – 3:22 – Loop ai nastri, projectron ed effetti: Alan Parsons • Tastiere: Eric Woolfson e Duncan Mackay • Chitarra: Ian Bairnson • Basso: David Paton • Batteria e gong d'acqua: Stuart Tosh • Cimbalom e kantele: John Leach • The English Chorale: Diretto da Bob Howes
8. Day After Day (The Show Must Go On) – 3:57 – Voce e cori: Jack Harris • Synthi-A programmazione del sequenziatore e cori: Alan Parsons • Pianoforte Jangle e cori: Eric Woolfson • Organo Hammond: Andrew Powell • Pedal Steel Guitar: B. J. Cole • Chitarra e cori: Ian Bairnson • Basso e cori: David Paton • Batteria: Stuart Tosh
9. Total Eclipse (Strumentale) – 3:12 – The English Chorale: diretto da Bob Howes • Orchestra: Arrangiata e diretta da Andrew Powell
10. Genesis Ch.1. V.32 (Strumentale) – 3:29 – Tastiere: Eric Woolfson e Duncan Mackay • Chitarra elettrica e acustica: Ian Bairnson • Basso e chitarra acustica: David Paton • Batteria: Stuart Tosh • Cori: Tony Rivers, John Perry e Stuart Calver • The New Philarmonia Chorus: diretto da Bob Howes • Orchestra e coro: Arrangiati e diretti da Andrew Powell
11. Boules (I Robot Experiment) – 1:59
12. Breakdown (Early Demo of Backing Riff) – 2:09
13. I Wouldn't Want To Be Like You (Backing Track Rough Mix) – 3:28
14. Day After Day (Early Stage Rough Mix) – 3:40
15. The Naked Robot – 10:19

Durata totale: 62:44
I Robot - 35º Anniversary, Legacy Edition (2013)

### Disco 1
Testi e musiche di Eric Woolfson e Alan Parsons; edizioni musicali Sony BMG, Legacy, Arista Records.
1. I Robot (Strumentale) – 6:02 – Voce soprano: Hilary Western • Projectron e Synthi-A programmazione del sequenziatore: Alan Parsons • Clavinet: Eric Woolfson • Sintetizzatore Yamaha CS10: Duncan Mackay • Chitarra: Ian Bairnson • Basso: David Paton • Batteria: Stuart Tosh • Cimbalom e kantele: John Leach • The English Chorale: diretto da Bob Howes • Coro: arrangiato e diretto da Andrew Powell
2. I Wouldn't Want To Be Like You – 3:22 – Voce: Lenny Zakatek • Fender Rhodes e pianoforte elettrico Wurlitzer: Eric Woolfson • Chitarre: Ian Bairnson • Basso: David Paton • Batteria: Stuart Tosh
3. Some Other Time – 4:06 – Voci: Peter Straker e Jaki Whitren • Pianoforte e clavinet: Eric Woolfson • Projectron: Alan Parsons • Chitarra elettrica e acustica: Ian Bairnson • Basso e chitarra acustica: David Paton • Batteria: Stuart Tosh • Cimbalom e kantele: John Leach • Cori: Tony Rivers, John Perry e Stuart Calver • Orchestra: Arrangiata e diretta da Andrew Powell
4. Breakdown – 3:52 – Voce: Allan Clarke • Pianoforte elettrico Wurlitzer: Eric Woolfson • Projectron e chitarra acustica: Alan Parsons • Chitarra elettrica e acustica: Ian Bairnson • Basso: David Paton • Batteria: Stuart Tosh • Sintetizzatore: Duncan Mackay • The New Philarmonia Chorus: diretto da Bob Howes • Orchestra e coro: Arrangiati e diretti da Andrew Powell
5. Don’t Let It Show – 4:24 – Voce: Dave Townsend • Organo e pianoforte: Eric Woolfson • Piccola tromba: John Wallace • Chitarra: Ian Bairnson • Basso: David Paton • Batteria e percussioni: Stuart Tosh • Orchestra: Arrangiata e diretta da Andrew Powell
6. The Voice – 5:23 – Voce: Steve Harley • Projectron e voce al vocoder: Alan Parsons • Pianoforte elettrico Wurlitzer: Eric Woolfson • Chitarra: Ian Bairnson • Basso: David Paton • Batteria e percussioni: Stuart Tosh • Orchestra: Arrangiata e diretta da Andrew Powell
7. Nucleus (Strumentale) – 3:22 – Loop ai nastri, projectron ed effetti: Alan Parsons • Tastiere: Eric Woolfson e Duncan Mackay • Chitarra: Ian Bairnson • Basso: David Paton • Batteria e gong d'acqua: Stuart Tosh • Cimbalom e kantele: John Leach • The English Chorale: Diretto da Bob Howes
8. Day After Day (The Show Must Go On) – 3:57 – Voce e cori: Jack Harris • Synthi-A programmazione del sequenziatore e cori: Alan Parsons • Pianoforte Jangle e cori: Eric Woolfson • Organo Hammond: Andrew Powell • Pedal Steel Guitar: B. J. Cole • Chitarra e cori: Ian Bairnson • Basso e cori: David Paton • Batteria: Stuart Tosh
9. Total Eclipse (Strumentale) – 3:12 – The English Chorale: diretto da Bob Howes • Orchestra: Arrangiata e diretta da Andrew Powell
10. Genesis Ch.1. V.32 (Strumentale) – 3:29 – Tastiere: Eric Woolfson e Duncan Mackay • Chitarra elettrica e acustica: Ian Bairnson • Basso e chitarra acustica: David Paton • Batteria: Stuart Tosh • Cori: Tony Rivers, John Perry e Stuart Calver • The New Philarmonia Chorus: diretto da Bob Howes • Orchestra e coro: Arrangiati e diretti da Andrew Powell

Durata totale: 41:09

### Disco 2
Testi e musiche di Eric Woolfson e Alan Parsons; edizioni musicali Sony BMG, Legacy, Arista Records.
1. U.S. Radio Commercial (For I Robot) – 1:01
2. Boules (I Robot Experiment) – 1:59
3. I Robot (Hilary Western Soprno Vocal Rehearsal) – 1:33
4. Extract 1 (From The Alan Parsons Project Audio Guide) – 1:04
5. Extract 2 (From The Alan Parsons Project Audio Guide) – 0:57
6. I Wouldn't Want To Be Like You (Backing Track Rough Mix) – 3:29
7. Some Other Time (Complete Vocal By Jaki Whitren) – 3:43
8. Breakdown (Early Demo of Backing Riff) – 2:09
9. Extract 3 (From The Alan Parsons Project Audio Guide) – 0:31
10. Breakdown (The Choir) – 1:51
11. Don't Let It Show (Eric Woolfson Demo) – 3:26
12. Day After Day (Early Stage Rough Mix) – 3:38
13. Genesis Ch.1 V.32 (Choir Session) – 2:18
14. The Naked Robot (Early Instrumental Mixes) – 10:20

Durata totale: 37:59

## Analisi
I RobotLa strumentale che apre il disco racchiude un accurato arrangiamento dei suoni ricavati dai sintetizzatori, dagli strumenti tradizionali ed una notevole gestione del ritardo tra i canali stereo, presentando subito all'ascoltatore il biglietto da visita di Alan Parsons quale esperto ingegnere e tecnico del suono. La melodia del brano è costruita con i sintetizzatori ed il kantele che suonano seguendo il riff di basso di David Paton.
I Wouldn't Want To Be Like YouCaratterizzato da ritmi metà funky e metà disco I Wouldn't Want To Be Like You è stato il primo singolo del The Alan Parsons Project ad entrare nella top 40 degli Stati Uniti. Nel brano, cantato da Lenny Zakatek, Ian Bairnson esegue un assolo di chitarra dal ritmo serrato. Il brano riscuote un buon successo nelle radio e viene realizzato anche un videoclip. Il 17 settembre 2013 la Rockstar North pubblica il quinto episodio del videogioco della serie Grand Theft Auto, inserendo nella colonna sonora anche il brano I Wouldn't Want To Be Like You. Il brano si può ascoltare sintonizzando nel gioco la stazione radio Los Santos Rock Radio alla traccia nº8.
Some Other TimeIl brano è caratterizzato dalla presenza di due voci, che spesso al primo ascolto vengono scambiate per una sola, Peter Straker che canta le strofe e Jaki Whitren i ritornelli. I due cantanti furono scelti da Parsons sia perché erano simili sia per rappresentare il dualismo uomo macchina. Il 20 aprile 2012 il polistrumentista e compositore olandese Arjen Anthony Lucassen pubblica il suo secondo album in studio Lost in the New Real, in cui presenta anche cinque cover di brani famosi tra cui Some Other Time.
BreakdownIl brano, cantato da Allan Clarke, si presenta con struttura molto da gruppo rock con batteria e basso che, richiamando le sonorità di Tales of Mystery sfociano in una parte corale arrangiata da Andrew Powell. Il riff di base fu composto da Alan Parsons mentre il testo e la restante melodia da Woolfson.
Don't Let It ShowIl brano cantato da Dave Townsend comincia con una base di organo per poi arricchirsi progressivamente di un sontuoso arrangiamento orchestrale, nella parte finale diviene strumentale cambiando totalmente l'umore del brano. Don't Let It Show è stato oggetto di cover da parte di Pat Benatar nel suo album In Heat of the Night.
The VoiceNel brano, cantato da Steve Harley, Alan Parsons utilizza il vocoder, apparecchio innovativo per l'epoca, per modificare la propria voce nei cori. Parsons aveva già utilizzato con maestria il vocoder nel brano The Raven nell'album d'esordio Tales of Mystery and Imagination Edgar Allan Poe pubblicato l'anno precedente. Dopo un iniziale parte dominata dal basso di Paton e dagli effetti speciali creati da Parsons si passa ad un momento orchestrale con i violini guidati da Andrew Powell. La svolta inaspettata si ha a metà del brano quando, dopo un rullo di tamburi di Stuart Tosh, diviene una vera e propria strumentale disco, con Bairnson scatenato con il pedale wah wah, Paton in assolo con il suo basso ed i violini esaltati tanto da avvicinarsi a Papa Was a Rollin' Stone dei Temptations.
NucleusIl brano strumentale nell'immaginazione di Parsons deve rappresentare un astronauta che fluttua nello spazio. Parsons utilizza in maniera sopraffina il Projectron da lui inventato.
Day After Day (The Show Must Go On)Il brano, cantato da Jack Harris, ha il riff strumentale realizzato da Alan Parsons.
Total EclipseIl brano, altamente sperimentale, fu realizzato da Andrew Powell sfruttando tutti i componenti dell'orchestra. Alan Parsons diede a Powell la linea guida di ricreare qualcosa che richiamasse 2001: Odissea nello spazio.
Genesis Ch.1 V.32Il titolo del brano che chiude l'album, "Genesis Ch.1 V.32", vuole rappresentare la continuazione del racconto della Creazione, in quanto il primo capitolo della Genesi ha solo 31 versi e spiega come Dio crea il mondo e l'uomo. Quindi il 32º vuole essere la descrizione di come l'uomo crea i robot. Il 2 novembre del 2018 il brano Genesis viene utilizzato nella serie tv Homecoming nell'episodio Toys della prima stagione.

## Formazione[30]

### Leader

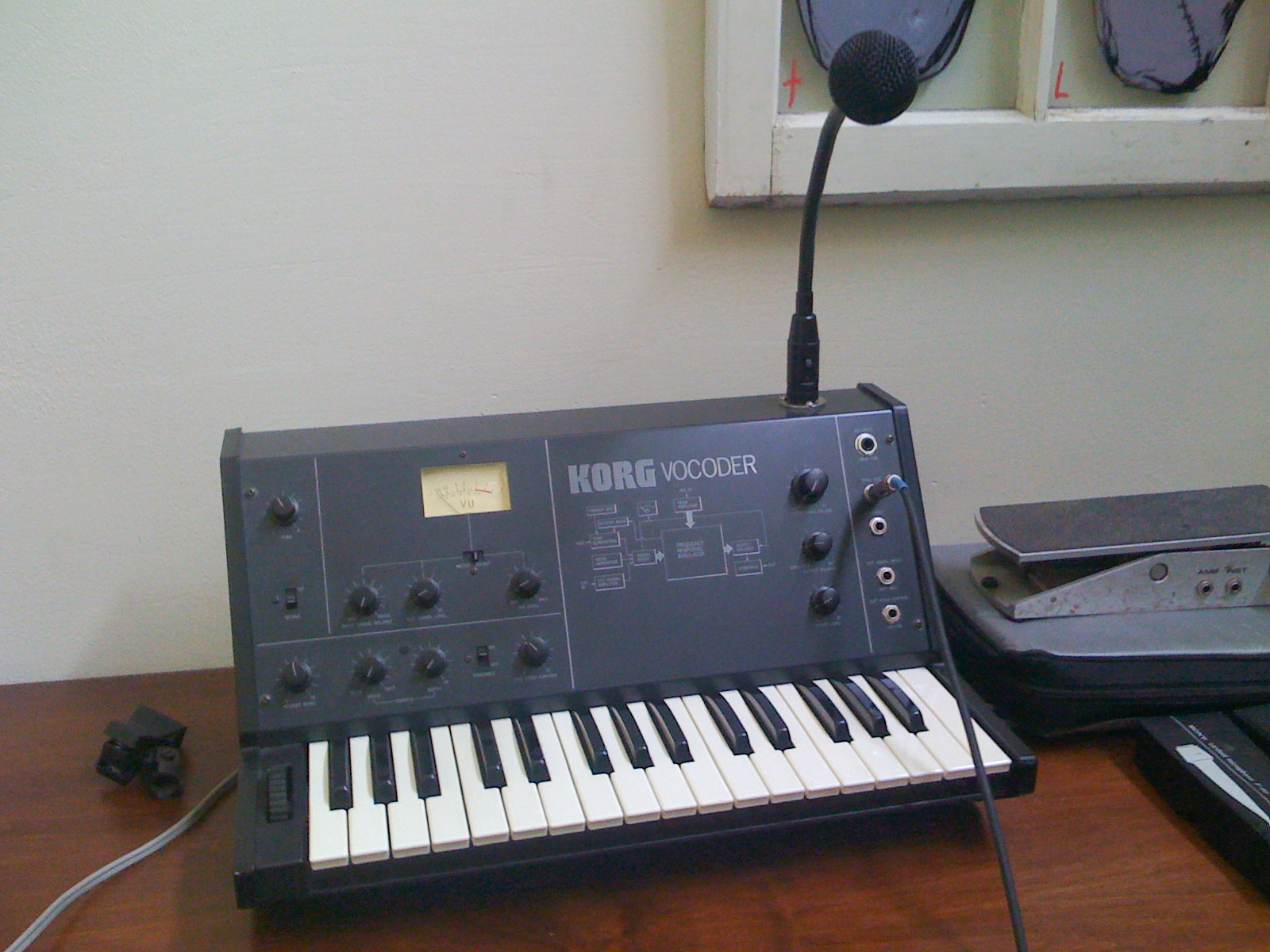
Un Vocoder. Alan Parsons lo utilizza nel brano The Voice per modificare la propria voce.

- Alan Parsons – Projectron (traccia 1,3,4,6,7), loop ai nastri (traccia 7), effetti (traccia 7), chitarra acustica (traccia 4), voce al vocoder (traccia 6), Synthi-A programmazione del sequenziatore (traccia 1,8), coro (traccia 8), autore testi e musiche (tracce 1,2,3,4,5,6,7,8,9,10), programming, ingegnere di registrazione, produttore
- Eric Woolfson – clavinet (traccia 1,3), pianoforte (traccia 3,5), pianoforte elettrico Wurlitzer (traccia 2,4,6), tastiere (traccia 7,10), Fender Rhodes (traccia 2), organo (traccia 5), pianoforte Jangle (traccia 8), coro (traccia 8), autore testi e musiche (tracce 1,2,3,4,5,6,7,8,9,10), produttore esecutivo

### Session Man
Cantanti
- Lenny Zakatek – voce (traccia 2)
- Jack Harris - voce (traccia 8), coro (traccia 8)
- Steve Harley - voce (traccia 6)
- Dave Townsend - voce (traccia 5)
- Allan Clarke - voce (traccia 4)
- Peter Straker - voce (traccia 3)
- Jaki Whitren - voce (traccia 3)
- Hilary Western - voce (traccia 1)
- Tony Rivers - coro (traccia 3,10)
- John Perry - coro (traccia 3,10)
- Stuart Calver - coro (traccia 3,10)

Musicisti
- Ian Bairnson – chitarra elettrica (traccia 1,2,3,4,5,6,7,8,10), chitarra acustica (traccia 2,3,4,10), coro (traccia 8)
- David Paton - basso (traccia 1,2,3,4,5,6,7,8,10), chitarra acustica (traccia 3,10), coro (traccia 8)
- Stuart Tosh – batteria (traccia 1,2,3,4,5,6,8,10), percussioni (traccia 5,6), gong d'acqua (traccia 7)
- Duncan Mackay - sintetizzatore Yamaha CS10 (traccia 1), sintetizzatore (traccia 4), tastiere (traccia 7,10)

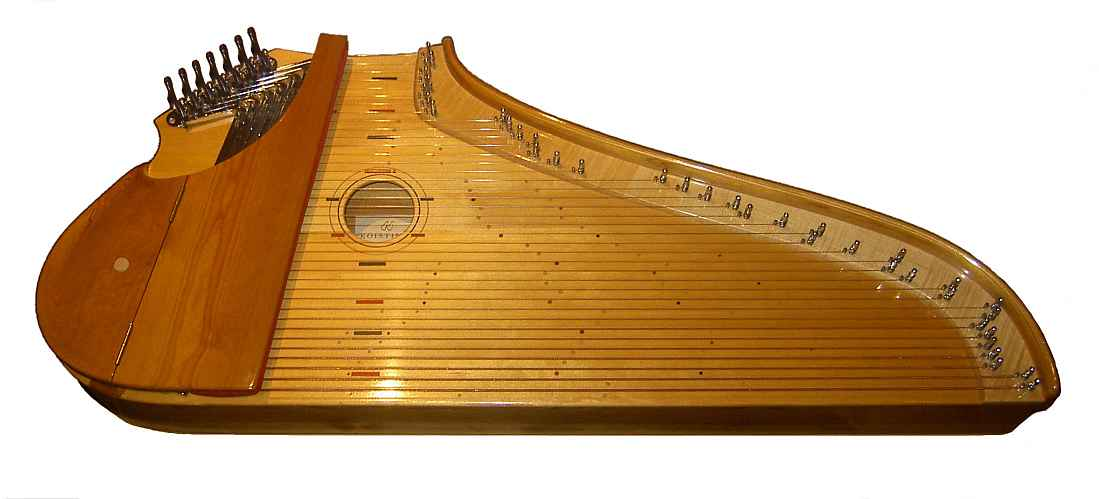
Un Kantele. Strumento tipico dei paesi scandinavi, viene utilizzato da John Leach nei brani I Robot, Some Other Time e Nucleus.

- John Leach - cimbalom (traccia 1,3,7), kantele (traccia 1,3,7)
- B. J. Cole - pedal steel guitar (traccia 8)
- John Wallace - piccola tromba (traccia 5)
- Andrew Powell - organo Hammond (traccia 8)

Orchestra
- The London Philharmonia Orchestra - (traccia 3,4,5,6,9,10)
- Andrew Powell - direttore e arrangiamento orchestra (traccia 3,4,5,6,9,10), direttore e arrangiamento coro (traccia 1,4,10)
- The English Chorale - (traccia 1,7,9)
- The New Philarmonia Chorus - (traccia 4,10)
- Bob Howes - direttore del coro (traccia 1,4,7,9,10)

## Edizioni
I Robot - 30º Anniversary Edition, Expanded Edition (2008)Il 20 marzo del 2007 viene pubblicata la versione rimasterizzata dell'album originale con l'aggiunta di cinque bonus track. Questa edizione diventerà la base per tutte le future riedizioni.
I Robot - 35º Anniversary, Legacy Edition (2013)Il 17 settembre del 2013 viene pubblicata l'edizione rimasterizzata, in doppio cd, in occasione del 35º Anniversario. Nel primo cd vi sono i brani dell'album originario, nel secondo cd, in ordine sparso, vi sono le bonus track dell'edizione del 2007 più altre bonus track inedite, per un totale di quattordici brani. La confezione contiene inoltre un booklet di venti pagine con foto inedite e nuovi commenti di Alan Parsons.

## I Robot nella cultura di massa
Arjen Anthony LucassenIl 20 aprile 2012 il polistrumentista e compositore olandese Arjen Anthony Lucassen pubblica il suo secondo album in studio Lost in the New Real, in cui presenta anche cinque cover di brani famosi tra cui Some Other Time dall'album I Robot del The Alan Parsons Project del 1977.
Grand Theft Auto VIl 17 settembre 2013 la Rockstar North pubblica il quinto episodio del videogioco della serie Grand Theft Auto, inserendo nella colonna sonora anche il brano I Wouldn't Want To Be Like You tratto dall'album I Robot del The Alan Parsons Project del 1977. Il brano si può ascoltare sintonizzando nel gioco la stazione radio Los Santos Rock Radio alla traccia nº8.

## Classifiche
| Nazione       | Miglior posizione in classifica | Settimane di permanenza |
| ------------- | ------------------------------- | ----------------------- |
| Germania      | 2º                              | 102                     |
| Spagna        | 2º                              |                         |
| Nuova Zelanda | 2º                              | 53                      |
| Stati Uniti   | 9º                              | 54                      |
| Australia     | 10º                             |                         |
| Canada        | 11º                             |                         |
| Paesi Bassi   | 13º                             | 10                      |
| Austria       | 23º                             | 4                       |
| Svezia        | 24º                             | 5                       |
| Regno Unito   | 26º                             | 8                       |